# شهرستان سورد (کانزاس)
شهرستان سورد، کانزاس (به انگلیسی: Seward County, Kansas) یک سکونتگاه مسکونی در ایالات متحده آمریکا است که در کانزاس واقع شده‌است.